# Prosopagnozija
Prosopagnozija (grč. prosopon = lice, agnosia = "ne poznavati") je poremećaj percepcije ljudskog lica. Kod ljudi koji imaju ovaj poremećaj, sposobnost prepoznavanja drugih predmeta je relativno nepromenjena. Smatra se da od 2.5% ljudi boluje od prosopagnozije.

## Literatura
- Bruce, V. and Young, A. (2000) In the Eye of the Beholder: The Science of Face Perception. Oxford: Oxford University Press.  978-0-19-852439-7.
- Cante, Richard C. (2008). Gay Men and the Forms of Contemporary US Culture. London: Ashgate Publishing.  0-7546-7230 неважећи  1. Chapter 7: The Gay Visage (and Related Forms of Thought).
- Farah, M.J. (1990) Visual agnosia: Disorders of object recognition and what they tell us about normal vision. MIT: MIT Press.  978-0-262-06238-1.
- „About face”. Economist. 2004. Архивирано из оригинала 29. 09. 2011. г. Приступљено 26. 02. 2012.
- „Your mother's smile”. Economist. 2006. Архивирано из оригинала 29. 09. 2011. г. Приступљено 26. 02. 2012. „Evidence mounts that making, and perhaps recognising, expressions is inherited.”
- Abedin, Shahreen (2007). „Face blindness not just skin deep”. CNN.com.
- Oliver Sacks (30. 8. 2010). „Face-Blind: Why are some of us terrible at recognizing faces?”. The New Yorker. стр. 36.

## Spoljašnje veze
- Dodatne informacije
- Nesposobnost prepoznavanja lic

|  | Molimo Vas, obratite pažnju na važno upozorenje u vezi sa temama iz oblasti medicine (zdravlja). |